# 伊集院町恋之原
伊集院町恋之原（いじゅういんちょうこいのはら）は、鹿児島県日置市の大字。旧薩摩国日置郡伊集院郷恋之原村、日置郡中伊集院村大字恋之原、日置郡伊集院町大字恋之原。郵便番号は899-2524。人口は177人、世帯数は80世帯（2020年10月1日現在）。

## 地理
日置市の中部、永吉川の上流域に位置している。字域の北半分は日置市伊集院町下谷口、南半分は西方に日置市伊集院町古城、南方には鹿児島市入佐町、東方には鹿児島市上谷口町、直木町にそれぞれ隣接している。
海抜160mの台地上にあり、茶園が多くを占めている。また、台地の下にある旧松元町との境界付近には田地がある。
字域の中央部を日置広域農道が東西に通り、南端部を永吉川が流れる。

### 地名の由来
「恋之原」という地名は古くに源為朝がこの地に来て長者の娘に恋し住んだという伝説に由来している。地内には為朝原と呼ばれる源為朝の住居跡があり、他にも為朝松と呼ばれた巨大な松の木があったが現在は枯死している。

### 河川
- 永吉川

## 歴史

### 小井之原名の成立と中世
恋之原は古くは小井之原名と称しており、小井之原名という地名は戦国時代より見え、薩摩国伊集院のうちの名田名であった。永正11年の伊集院諏訪祭礼番帳に記述が見えるのが初見であるとされる。宝徳2年に伊集院をそれまで治めていた伊集院氏の8代当主伊集院煕久が肥後へ亡命し、以後伊集院の区域は島津氏の直轄領となった。

### 近世の恋之原
江戸時代の恋之原村は薩摩国日置郡伊集院郷（外城）のうちであった。村高は「天保郷帳」及び「郡村高辻帳」では257石余、「三州御治世要覧」には264石余、「旧高旧領取調帳」には288石余であったと記されている。

### 町村制施行以後
1889年（明治22年）4月1日に町村制が施行されたのに伴い、伊集院郷の中部の区域より中伊集院村が成立し、それまでの恋之原村は中伊集院村の大字「恋之原」となった。1936年（昭和11年）に中伊集院村が町制施行し伊集院町となり、伊集院町の大字となった。
2005年（平成17年）5月1日に伊集院町が日置郡吹上町、東市来町、日吉町と合併し日置市が成立した。この合併に先立って設置された法定合併協議会である「日置中央合併協議会」において大字名については「字の区域は、現行どおりとし、現行の字の名称の前に当該字の属する合併前の町の名称を付し、字の名称を変更する。」と協定された。合併日の2005年（平成17年）5月1日に鹿児島県の告示である「 字の名称の変更」が鹿児島県公報に掲載された。この告示の規定に基づき即日大字の名称変更が行われ、大字名が「恋之原」から日置市の大字「伊集院町恋之原」に改称された。

## 人口
以下の表は国勢調査による小地域集計が開始された1995年以降の人口の推移である。
| 統計年             | 統計年 | 人口 | 人口 |
| ------------------ | ------ | ---- | ---- |
| 1995年（平成7年）  | [ 13 ] | 218  |      |
| 2000年（平成12年） | [ 14 ] | 226  |      |
| 2005年（平成17年） | [ 15 ] | 258  |      |
| 2010年（平成22年） | [ 16 ] | 231  |      |
| 2015年（平成27年） | [ 17 ] | 199  |      |
| 2020年（令和2年）  | [ 5 ]  | 177  |      |

## 施設

### 寺社
- 稲荷神社
天文4年の創建であり、猿田彦大神、宇賀御魂神、玉依姫命を祀る。旧社格においては無格社であった[7]。

## 小・中学校の学区
市立小・中学校に通う場合、学区（校区）は以下の通りとなる。
| 大字           | 区域 | 小学校               | 中学校               |
| -------------- | ---- | -------------------- | -------------------- |
| 伊集院町恋之原 | 全域 | 日置市立飯牟礼小学校 | 日置市立伊集院中学校 |

## 交通

### 道路
広域農道
- 日置広域農道